# Diplopterina conradti
Diplopterina conradti är en kackerlacksart som först beskrevs av Robert Walter Campbell Shelford 1908.  Diplopterina conradti ingår i släktet Diplopterina och familjen jättekackerlackor.
Artens utbredningsområde är Kamerun. Inga underarter finns listade i Catalogue of Life.